# Saint-André-sur-Vieux-Jonc
Saint-André-sur-Vieux-Jonc és un municipi francès situat al departament de l'Ain i a la regió d'Alvèrnia-Roine-Alps. L'any 2007 tenia 1.006 habitants.

## Demografia

### Població
El 2007 la població de fet de Saint-André-sur-Vieux-Jonc era de 1.006 persones. Hi havia 388 famílies de les quals 86 eren unipersonals (45 homes vivint sols i 41 dones vivint soles), 143 parelles sense fills, 143 parelles amb fills i 16 famílies monoparentals amb fills.
La població ha evolucionat segons el següent gràfic:
Habitants censats

### Habitatges
El 2007 hi havia 422 habitatges, 396 eren l'habitatge principal de la família, 13 eren segones residències i 13 estaven desocupats. 334 eren cases i 86 eren apartaments. Dels 396 habitatges principals, 283 estaven ocupats pels seus propietaris, 109 estaven llogats i ocupats pels llogaters i 5 estaven cedits a títol gratuït; 3 tenien una cambra, 18 en tenien dues, 55 en tenien tres, 115 en tenien quatre i 205 en tenien cinc o més. 328 habitatges disposaven pel capbaix d'una plaça de pàrquing. A 163 habitatges hi havia un automòbil i a 213 n'hi havia dos o més.

### Piràmide de població
La piràmide de població per edats i sexe el 2009 era:
| Homes | Edats   | Dones |
| ----- | ------- | ----- |
| 0     | 95 o +  | 0     |
| 0     | 90 a 94 | 8     |
| 0     | 85 a 89 | 0     |
| 12    | 80 a 84 | 4     |
| 4     | 75 a 79 | 12    |
| 8     | 70 a 74 | 8     |
| 24    | 65 a 69 | 16    |
| 28    | 60 a 64 | 28    |
| 32    | 55 a 59 | 16    |
| 24    | 50 a 54 | 48    |
| 36    | 45 a 49 | 16    |
| 40    | 40 a 44 | 52    |
| 32    | 35 a 39 | 36    |
| 44    | 30 a 34 | 52    |
| 24    | 25 a 29 | 16    |
| 16    | 20 a 24 | 12    |
| 52    | 15 a 19 | 44    |
| 48    | 10 a 14 | 36    |
| 40    | 5 a 9   | 28    |
| 32    | 0 a 4   | 20    |

## Economia
El 2007 la població en edat de treballar era de 670 persones, 499 eren actives i 171 eren inactives. De les 499 persones actives 479 estaven ocupades (251 homes i 228 dones) i 19 estaven aturades (9 homes i 10 dones). De les 171 persones inactives 70 estaven jubilades, 58 estaven estudiant i 43 estaven classificades com a «altres inactius».

### Ingressos
El 2009 a Saint-André-sur-Vieux-Jonc hi havia 420 unitats fiscals que integraven 1.068 persones, la mediana anual d'ingressos fiscals per persona era de 18.652 €.

### Activitats econòmiques
Dels 26 establiments que hi havia el 2007, 2 eren d'empreses alimentàries, 3 d'empreses de fabricació d'altres productes industrials, 7 d'empreses de construcció, 3 d'empreses de comerç i reparació d'automòbils, 2 d'empreses de transport, 2 d'empreses d'hostatgeria i restauració, 3 d'empreses immobiliàries, 2 d'entitats de l'administració pública i 2 d'empreses classificades com a «altres activitats de serveis».
Dels 7 establiments de servei als particulars que hi havia el 2009, 1 era un taller de reparació d'automòbils i de material agrícola, 1 paleta, 2 guixaires pintors, 1 lampisteria, 1 electricista i 1 perruqueria.
L'únic establiment comercial que hi havia el 2009 era una fleca.
L'any 2000 a Saint-André-sur-Vieux-Jonc hi havia 31 explotacions agrícoles que ocupaven un total de 1.403 hectàrees.

## Equipaments sanitaris i escolars
El 2009 hi havia una escola elemental.

## Poblacions més properes
El següent diagrama mostra les poblacions més properes.